# Polymerurus elongatus
Polymerurus elongatus is een buikharige uit de familie Chaetonotidae. Het dier komt uit het geslacht Polymerurus. Polymerurus elongatus werd in 1905 voor het eerst wetenschappelijk beschreven door Daday. 